# Stelis schnitteri
Stelis schnitteri är en orkidéart som beskrevs av Rudolf Schlechter. Stelis schnitteri ingår i släktet Stelis och familjen orkidéer. Inga underarter finns listade i Catalogue of Life.